# Calothamnus kalbarriensis
Calothamnus kalbarriensis là một loài thực vật có hoa trong Họ Đào kim nương. Loài này được Hawkeswood mô tả khoa học đầu tiên năm 1984.